# Gentakola trifasciata
Gentakola trifasciata is een vliesvleugelig insect uit de familie Encyrtidae. De wetenschappelijke naam is voor het eerst geldig gepubliceerd in 1975 door Saraswat.